# محاصره یورک‌تاون (۱۷۸۱)
محاصره یورک تاون، که نبرد یورک تاون، تسلیم یورک تاون، یا نبرد آلمان نیز خوانده می‌شود، نبردی است که در ۱۹ اکتبر ۱۷۸۱ در یورک‌تاون، ویرجینیا خاتمه یافت و پیروزی قاطع و سرنوشت ساز نیروهای تلفیقی ارتش قاره آمریکا به رهبری ژنرال جرج واشینگتن و نیروهای ارتش فرانسه به فرماندهی کمت دو روشامبو در مقابل ارتش انگلیس به فرماندهی ژنرال ستوان چارلز کورن‌والیس بود. اوج کارزار یورک تاون بود که محاصره یورک تاون آخرین نبرد بزرگ زمینی جنگ انقلاب آمریکا در منطقه آمریکای شمالی به‌شمار می‌رود، تسلیم کورنوالیس و اسارت وی و نیروهای تحت امرش او دولت انگلیس را به مذاکره واداشت. پایان درگیری. این جنگ روحیه متزلزل آمریکا را تقویت کرده و شور و اشتیاق فرانسه را برای جنگ احیا کرد و همزمان پشتیبانی مردم بریتانیا از درگیری انگلیس در آمریکا کاهش داد.
در سال ۱۷۸۰، حدود ۵۵۰۰ سرباز فرانسوی برای کمک به متحدان آمریکایی خود در جنگ با نیروهای انگلیسی که شهر نیویورک را کنترل می‌کردند، در رود آیلند پیاده شدند. در پی ورود نیروهای از فرانسه که احتمال حمایت از ناوگان هند غربی فرانسه از کمت دو گراس را داشتند، اختلاف نظر بین واشینگتن و روشامبو در مورد درخواست کمک از دو گراس برای کمک به محاصره نیویورک یا عملیات نظامی علیه یک انگلیس در ویرجینیا بالا گرفت. به توصیه روچامبو، دو گراس آنها را از قصد خود برای رفتن به خلیج چساپیک، جایی که کورنوالیس فرماندهی ارتش را بر عهده داشت، مطلع کرد. در ابتدا با دستورها گمراه کننده توسط افسر مافوق خود هنری کلینتون، دستور ساخت یک بندر قابل دفاع در آبهای عمیق داده شد، که از یورک تاون آغاز می‌شد. تحرک نیروهای کروناویلس در ویرجینیا تحت سایه ارتش قاره به رهبری مارکیز دو لافایت قرار گرفت.
ارتش‌های فرانسه و آمریکا در تابستان سال ۱۷۸۱ در شمال شهر نیویورک متحد شدند. هنگامی که خبر فرمان دو گراس رسید، هر دو این نیروها به سمت جنوب درجهت ویرجینیا حرکت کنند کردند، هرچند با تاکتیک‌های ایذایی فریب، انگلیس‌ها را به این باور رساندند که برنامه آن‌ها محاصره نیویورک است. دو گراس از هند غربی حرکت کرد و در پایان ماه اوت به خلیج چساپیک رسید و نیروهای بیشتری را با خود آورد که محاصره دریایی یورک تاون آغاز کرد. وی در حال انتقال ۵۰۰۰۰۰ پزوی نقره جمع‌آوری شده از شهروندان هاوانا، کوبا را برای تأمین منابع محاصره و حقوق و دستمزد ارتش قاره‌ای بود. دو گراس در حالی که در سانتو دومینگو بود، با فرانسیسکو ساودرا د سانگرونیس، نماینده کارلوس سوم اسپانیا دیدار کرد. دی گراس قصد داشت چندین کشتی جنگی خود را در سانتو دومینگو باقی گذارد. سااودرا قول مساعدت ناوگان دریایی اسپانیا برای محافظت از ناوگان تجاری فرانسوی را داد و به این ترتیب دو گراس توانست تا با همه ناوهای جنگی خود به شمال برود. در آغاز ماه سپتامبر، او ناوگان انگلیسی را به سرپرستی سر توماس گریوز که برای کمک به کورنوالیس در نبرد چساپیک آمد درگیر شد و آنها را شکست داد. در نتیجه این پیروزی، دو گراس راه فرار دریایی کورنوالیس را بست. در اواخر سپتامبر واشینگتن و روشامبو به منطقه رسیدند و ارتش و نیروهای دریایی کورنوالیس را کاملا محاصره کردند.
پس از آماده‌سازی‌های اولیه، آمریکایی‌ها و فرانسوی‌ها اولین خطوط محاصره خود را ساختند و بمباران را آغاز کردند. با تضعیف دفاع انگلیس، در ۱۴ اکتبر ۱۷۸۱، واشینگتن دو ستون نظامی را برای حمله به آخرین دفاع برجسته بریتانیایی فرستاد. یک ستون فرانسوی تحت ویلهلم فالتز-زویبرکن حصار شماره ۹ را تصرف کرد و یک ستون آمریکایی زیر نظر الکساندر همیلتون حصار شماره ۱۰ را به اشغال خود درآورد. با اشغال این حصارها، متحدین توانستند محاصره دوم خود را تکمیل کنند. با نزدیک شدن توپخانه آمریکایی و شدت بمباران بیشتر از هر زمان دیگر، موقعیت انگلیس به سرعت رو به زوال رفت. کورنوالیس در ۱۷ اکتبر درخواست تسلیم کرد. پس از دو روز مذاکره، مراسم تسلیم در ۱۹ اکتبر رخ داد. کورنوالیس در این مراسم غایب بود. با دستگیری بیش از ۷۰۰۰ سرباز انگلیسی، مذاکرات بین ایالات متحده و انگلیس آغاز شد. این مذاکرات سرانجام منجر به معاهده پاریس در سال ۱۷۸۳ شد.

## نگارخانه

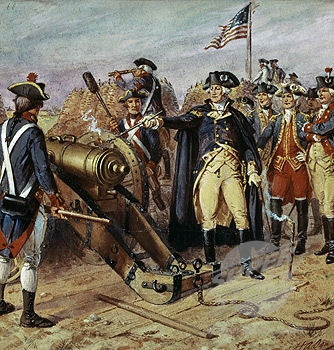
واشنگتن اولین توپ در نبرد را شلیک می‌کند
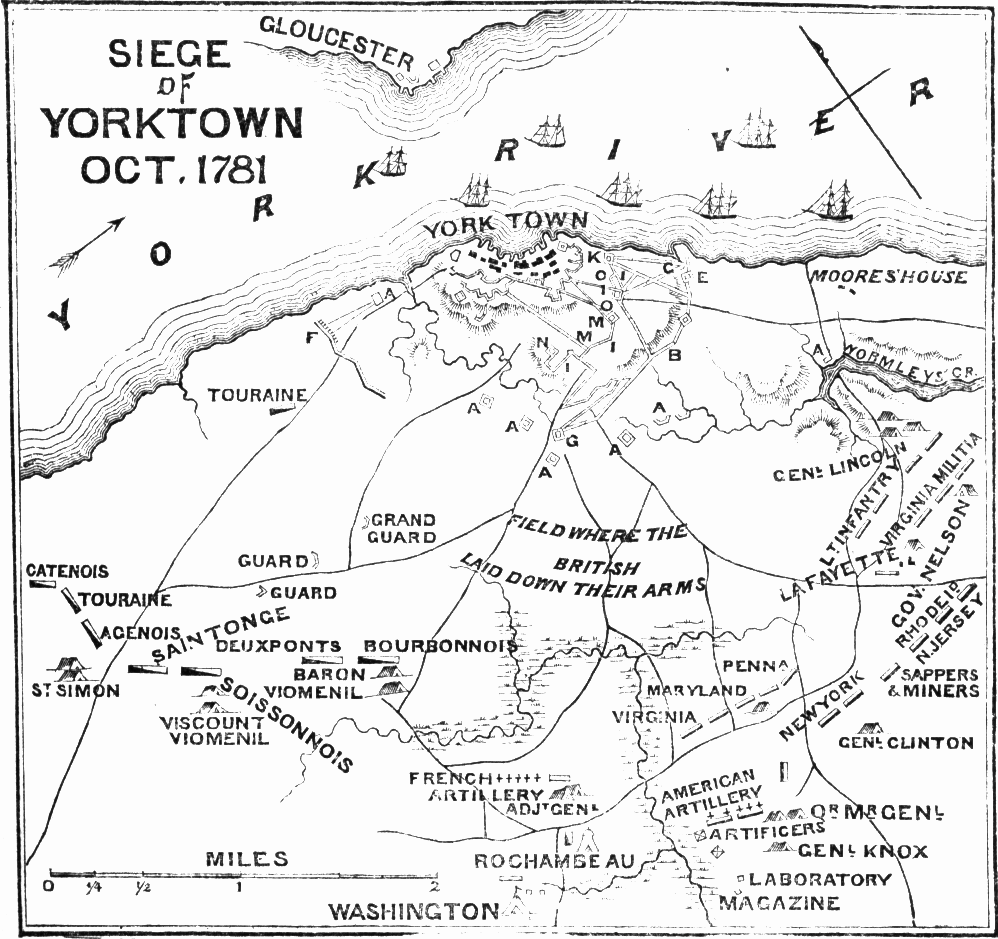
طرحی از نبرد یورک تاون که در سال ۱۸۷۵ ترسیم شد
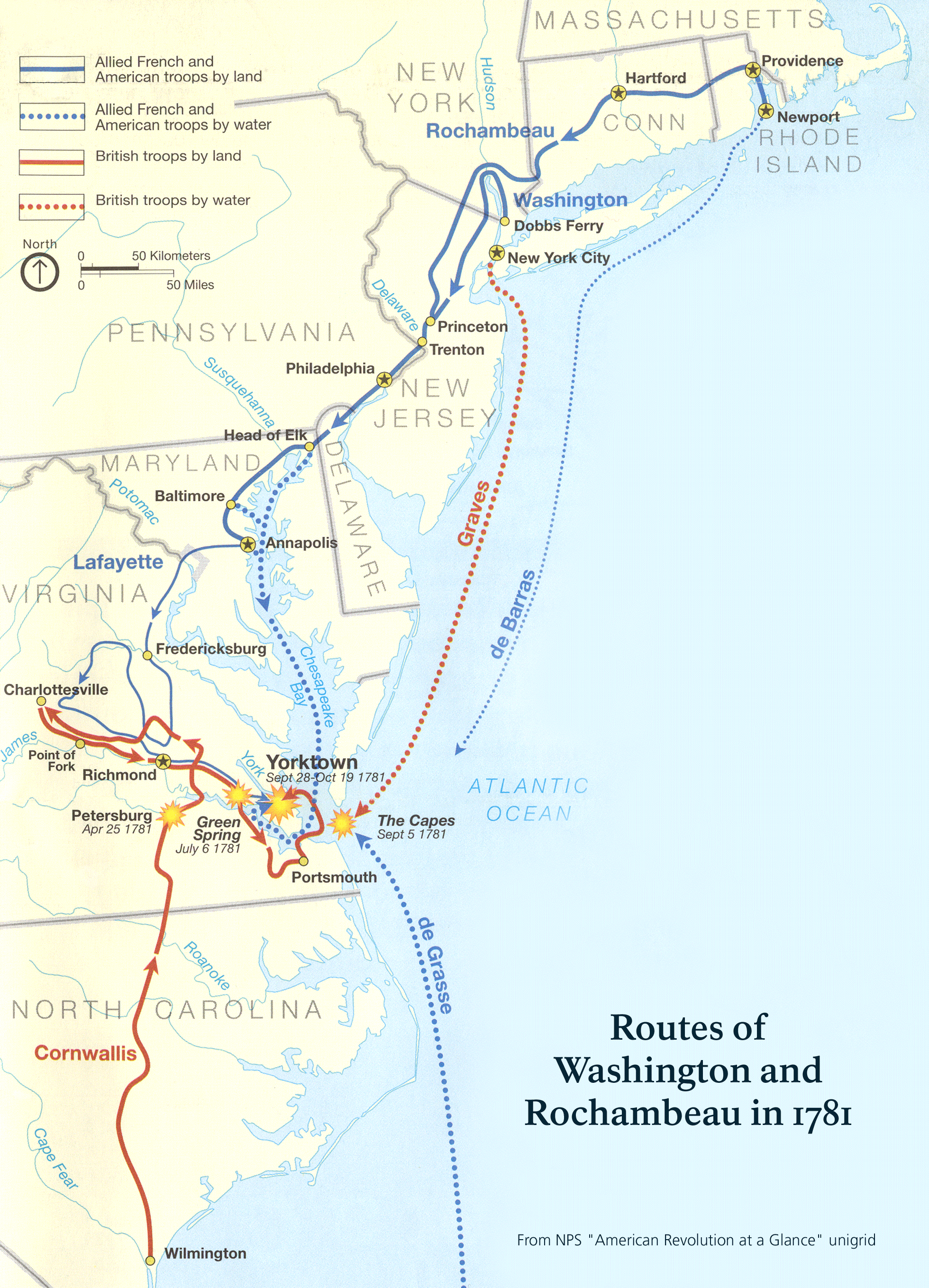
نقشه سازمان پارک ملی مسیر W3R
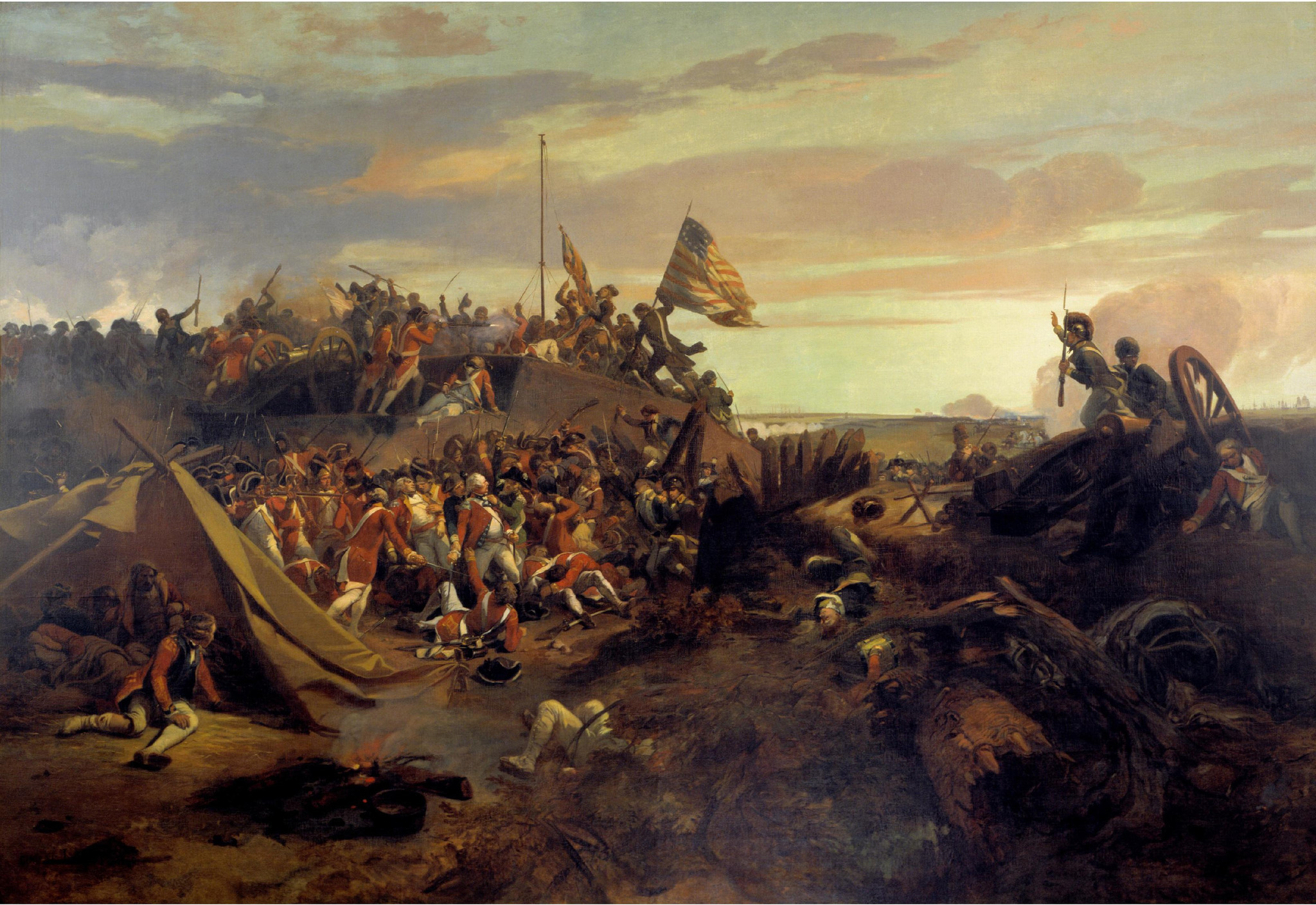
یورش به حصار شماره ۱۰، توسط اوژن لامی
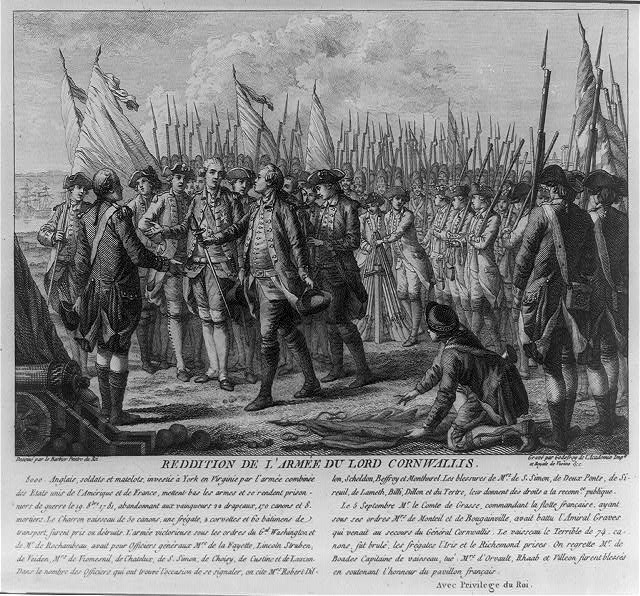
تسلیم شدن لرد کورنوالیس، ۱۹ اکتبر ۱۷۸۱ در یورک‌تاون
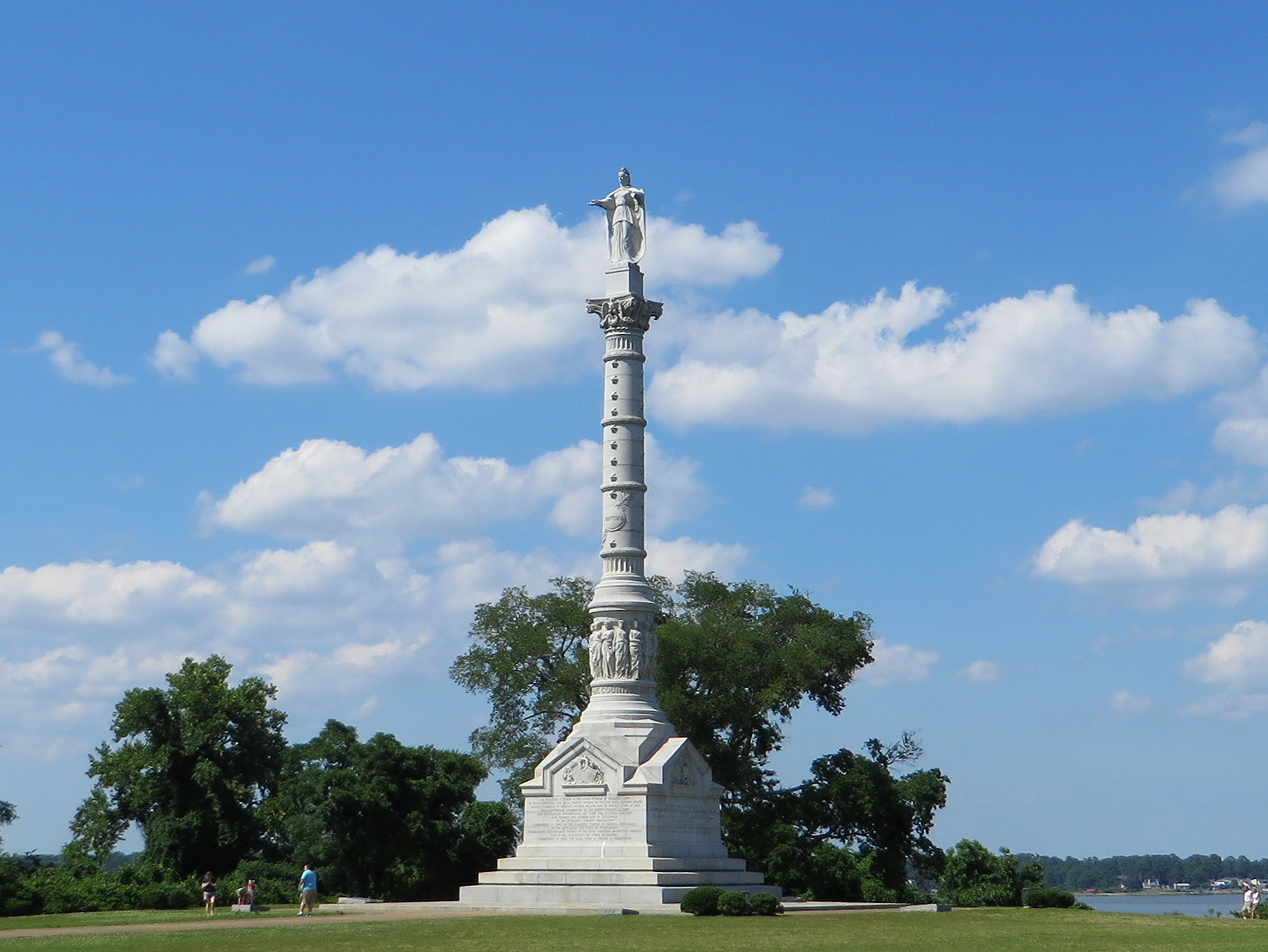
بنای یادبود پیروزی یورک‌تاون

## کتابنامه
- Alden, John (1969). A History of the American Revolution. New York: Da Capo Press. ISBN 978-0-306-80366-6.
- Anderson, Dale (2004). The Battle of Yorktown. Gareth Stevens Publishing.
- Chávez, Thomas E. (2002). Spain and the Independence of the United States: An Intrinsic Gift. Albuquerque: University of New Mexico Press. ISBN 0-8263-2794-X.
- Cronau, Rudolf (2010). Drei Jahrhunderte deutschen Lebens in Amerika (به آلمانی). Hamburg: Severus Verlag. ISBN 978-3-942382-31-1. OCLC 649506358.
- Davis, Burke (2007). The Campaign that Won America. New York: HarperCollins. ISBN 978-0-8368-5393-3.
- Ferling, John E (2007). Almost a miracle: the American victory in the War of Independence. New York: Oxford University Press US. ISBN 978-0-19-518121-0.
- Fleming, Thomas (1970). The Perils of Peace. New York: The Dial Press. ISBN 978-0-06-113911-6.
- Grainger, John (2005). The Battle of Yorktown, 1781: a reassessment. Woodbridge: Boydell Press. ISBN 978-1-84383-137-2. OCLC 232006312.
- Greene, Jerome A. (2005). The Guns of Independence: The Siege of Yorktown, 1781. New York: Savas Beattie. ISBN 1-932714-05-7.
- Herring, George C. (2011). From Colony to Superpower: U.S. Foreign Relations since 1776. New York: Oxford University Press. ISBN 978-0-19-976553-9.
- Hibbert, Christopher (2002). Redcoats and Rebels. W. W. Norton & Company Paperbacks.
- Idzerda, Stanley (Autumn 1981). "Indispensable Allies: The French at Yorktown". The Wilson Quarterly. 5 (4): 166–177. JSTOR 40256531.
- Johnston, Henry Phelps (1881). The Yorktown Campaign and the Surrender of Cornwallis, 1781. Harper & Brothers.
- Lengel, Edward (2005). General George Washington. New York: Random House Paperbacks. ISBN 0-8129-6950-2. General George Washington Lengel.
- Mitchell, Barbara (Spring 2007). "Bankrolling the Battle of Yorktown: Gold and silver from Havana enabled Washington's troops to trap Lord Cornwallis". MHQ: The Quarterly Journal of Military History: 16–24.
- Reeves, Thomas C (1975). Gentleman Boss. American Political Biography Press. ISBN 978-0-945707-03-5.
- Morrissey, Brendan (1997). Yorktown 1781: the World Turned Upside Down. London: Osprey. ISBN 978-1-85532-688-0. OCLC 39028166.
- Sawicki, James A. (1981). Infantry Regiments of the US Army. Dumfries, VA: Wyvern Publications. ISBN 978-0-9602404-3-2.
- Wickwire, Franklin and Mary (1970). Cornwallis: The American Adventure. Boston: Houghton Mifflin. OCLC 62690.